# اوپن‌کاگ
اوپن کاگ (به انگلیسی OpenCog) پروژه ای است با هدف ایجاد یک چارچوب هوش مصنوعی منبع باز. OpenCog Prime یک معماری برای ربات و Virtual embodied cognition است که مجموعه ای از مؤلفه‌هایی را تعریف می‌کند که با هم تعامل دارند و برای برآورده کردن یک هوش عمومی مصنوعی برابر با هوش انسان طراحی شده‌است. طراحی اولیه OpenCog Prime توسط بن گویرتزل انجام گرفت در حالی که نیت OpenCog ایجاد یک چارچوب کلی برای پژوهش دربارهٔ هوش عمومی مصنوعی است. پژوهش‌هایی که از OpenCog بهره گرفته‌اند در مجلات و کنفرانس‌های عملی و کارگاه‌هایی مثل Conference on Artificial General Intelligence ارائه شده‌اند. OpenCog تحت مجوز GNU Affero General Public License منتشر شده‌است.
OpenCog توسط بیش از ۵۰ شرکت از جمله هواوی و سیسکو مورد استفاده قرار گرفته‌است.

## منشأ
OpenCog در اصل بر اساس انتشار سال ۲۰۰۸ کد منبع اختصاصی "Novamente Cognition Engine" (NCE) متعلق به شرکت Novamente LLC بنا شده‌است. توسعه فعلی OpenCog توسط "تابستان کد گوگل" و "Artificial General Intelligence Research Institute" و دیگران پشتیبانی می‌شود.

## مولفه‌ها
OpenCog شامل مؤلفه‌های زیر است:
- یک پایگاه داده گرافی
- یک حل کننده satisfiability modulo theories
- پیاده‌سازی از یک موتور استدلالی احتمالاتی براساس شبکه منطق احتمالاتی
- یک Genetic Program evolver احتمالاتی
- یک سامانه تخصیص توجه (Attention allocation system) براساس نظریه اقتصاد، ECAN.[۴]
- یک سامانه تجسم (Embodiment System) برای تعامل و یادگیری در دنیای مجازی که بخشی از آن بر اساس OpenPsi و یونیتی است.
- یک سامانه ورودی زبان طبیعی
- یک سامانه تولید زبان طبیعی به نام SegSim[۵] با پیاده‌سازی NLGen[۶] و NLGen2.[۷]
- یک پیاده‌سازی از نظریه سای (Psi Theory) برای کنترل حالات عاطفی[۸]
- واسط‌هایی برای ربات Hanson Robotics، شامل مدلسازی احساسات[۹] از طریق OpenPsi.

## کتاب‌ها
- Hart, D; B Goertzel (2008). OpenCog: A Software Framework for Integrative Artificial General Intelligence (PDF). Proceedings of the First AGI Conference. Gbooks
- Goertzel, B. , Iklé, M. , Goertzel, I.F. , Heljakka, A. Probabilistic Logic Networks, A Comprehensive Framework for Uncertain Inference, Springer, 2009, VIII, 336 p. , Hardcover ISBN 978-0-387-76871-7